# 凡是過去，皆為序章
凡是過去，皆為序章（What's past is prologue）是威廉·莎士比亞筆下《暴風雨》中一句台詞，出自第二幕第一場。這句話朱生豪翻譯作「以往的一切都只是个开场的引子」，梁实秋翻譯作「以往的只算得是序幕」。這句話有時用作表示不計前嫌，寄望未來的意思。

## 影響
美國華盛頓哥倫比亞特區的國家檔案館大樓前的雕像刻有這段話。